# Grondrechten

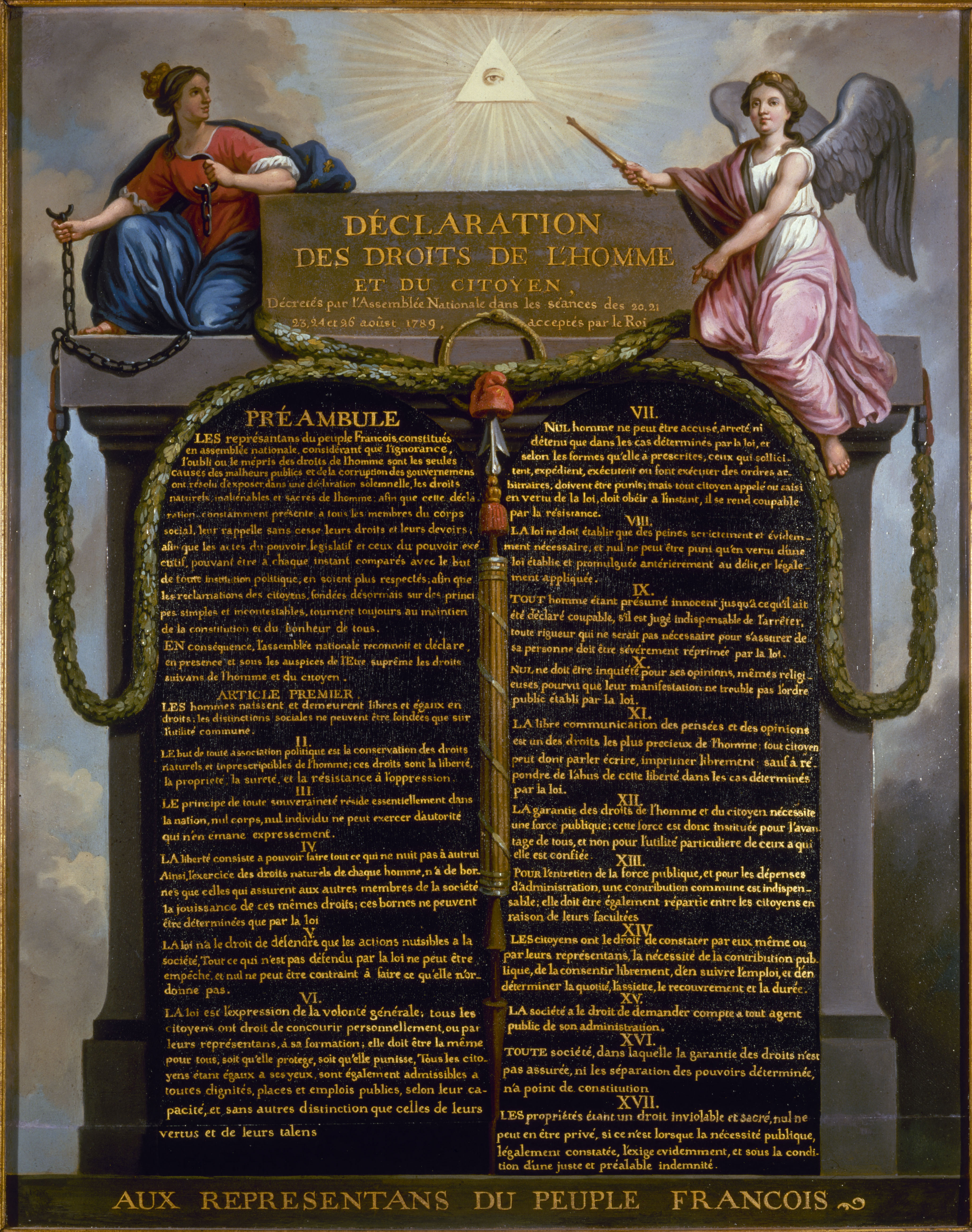
Franse Declaratie van de Rechten van de Mens en de Burger, 1789

Grondrechten, ook wel fundamentele rechten of mensenrechten, zijn fundamentele onaantastbare rechtsnormen die aan burgers persoonlijke vrijheid en een menswaardig bestaan moeten verzekeren en die ingrijpen van met name de overheid moeten beperken. In Nederland zijn deze rechten vastgelegd in de hoogste nationale wet, de Grondwet. Grondrechten zijn publieke rechten die individuele burgers kunnen inroepen tegenover de overheid. In een aantal gevallen kunnen grondrechten ook tussen burgers dan wel private partijen onderling worden ingeroepen, de horizontale werking van grondrechten.
De termen grondrechten en mensenrechten worden veelal door elkaar gebruikt. In de Nederlandse Grondwet wordt voor het aanduiden van fundamentele rechten de term grondrechten gebruikt, met het gebruik van verschillende termen is niet bedoeld een inhoudelijk onderscheid te maken. In het algemeen zijn mensenrechten wereldwijd geldende rechten die voor alle mensen gelden, ongeacht het land waar ze verblijven. Grondrechten zijn de in nationale wetgeving vastgelegde rechten die alleen voor burgers van dat land gelden.
Op internationaal niveau zijn mensenrechten vastgelegd in verdragen geïnitieerd en/of opgesteld door internationale organisaties als de Verenigde Naties, de Raad van Europa en de Europese Unie. Deze verdragen gelden in de landen die het desbetreffende verdrag hebben ondertekend en geratificeerd. Wereldwijd geldt als belangrijk verdrag de Universele Verklaring van de Rechten van de Mens (UVRM), aangenomen in 1948 om gruwelen en genocide zoals door de nazi's uitgevoerd in de toekomst te voorkomen.
De filosofie dat burgers grondrechten hebben is niet van alle tijden. Het idee kwam vooral in de periode van de Verlichting op, de eerste documenten zijn de Franse Verklaring van de Rechten van de Mens en de Burger van 1789 en de Amerikaanse Bill of Rights van 1791.
Grond- en mensenrechten zijn onder meer opgenomen in:
- Hoofdstuk 1 van de Nederlandse Grondwet
- Titel 2 van de Belgische Grondwet: de Belgen en hun rechten
- Europees Verdrag voor de Rechten van de Mens (EVRM) - Raad van Europa
- Europees Sociaal Handvest (ESH) - Raad van Europa
- Universele Verklaring van de Rechten van de Mens (UVRM) - Verenigde Naties
- Internationaal verdrag inzake burgerrechten en politieke rechten (BUPO) - Verenigde Naties
- Internationaal Verdrag inzake economische, sociale en culturele rechten (IVESC) - Verenigde Naties
- Handvest van de grondrechten van de Europese Unie - Europese Unie
- EU-verdrag - Europese Unie
- Verklaring van de Rechten van de Mens en de Burger - Frankrijk
- Bill of Rights - Verenigde Staten, eerste tien amendementen op de Amerikaanse grondwet

## Classificatie van grondrechten

### Klassieke grondrechten
Klassieke grondrechten verschillen van de sociale grondrechten. De klassieke grondrechten worden al lange tijd verdedigd in een traditie die teruggaat op mensen als John Locke. Klassieke grondrechten hebben hun weerslag gevonden in internationale verdragen als het Internationaal verdrag inzake burgerrechten en politieke rechten.

#### Klassieke grondrechten in enge zin
De klassieke grondrechten in enge zin kenmerken zich door het feit dat ze een onthouden van de overheid, een vrijheid van staatsinmenging waarborgen, terwijl bij een sociaal grondrecht juist overheidsoptreden wordt verwacht. Dit zijn bijvoorbeeld het recht op leven, de vrijheid van meningsuiting, de vrijheid van drukpers en de godsdienstvrijheid.

#### Gelijkheidsrechten
Naast de klassieke afweerrechten worden soms ook de gelijkheidsrechten tot de klassieke grondrechten gerekend. Gelijkheidsrechten eisen gelijke behandeling in gelijke gevallen. Dit zijn de grondrechten die discriminatie uitsluiten. Verdragen bevattende veel gelijkheidsrechten zijn het Verdrag inzake de uitbanning van elke vorm van rassendiscriminatie van 1965 en het Verdrag inzake de Uitbanning van alle Vormen van Discriminatie van Vrouwen uit 1979.

#### Participatierechten
Ook participatierechten worden soms tot de klassieke grondrechten gerekend. Het zijn de grondrechten die waarborgen dat alle burgers in gelijke mate aan het politieke proces kunnen deelnemen of in openbare ambten benoemd kunnen worden. Een uitwerking van deze participatierechten is bijvoorbeeld het algemeen passief en actief kiesrecht.

### Sociale grondrechten
Naast klassieke grondrechten worden ook sociale grondrechten onderscheiden die een verplichting voor de staat inhouden om bepaalde zorg beschikbaar te stellen, zoals werkgelegenheid of sociale zekerheid, maar ook recht op huisvesting of onderwijs. De sociale grondrechten maken van een rechtsstaat een sociale rechtsstaat. Sociale grondrechten zijn in de geschiedenis later opgekomen. Twee internationale verdragen die veel sociale grondrechten bevatten, zijn het Internationaal Verdrag inzake economische, sociale en culturele rechten (IVESCR of ECOSOC) uit 1966 en het Europees Sociaal Handvest (ESH) uit 1996.

## Grondrechten in Nederland

### Grondrechten in de Nederlandse Grondwet
Veelvoorkomende grondrechten zijn rechten die de burgers moeten beschermen tegen de overheid. De grondrechten zijn te vinden in Hoofdstuk 1 van de Grondwet. De klassieke grondrechten zijn beschreven in artikel 1 tot en met artikel 18 lid 1, de sociale grondrechten in artikel 18 lid 2 tot en met 23. Dit artikel geeft een overzicht van de grondrechten.

#### Klassieke grondrechten in de Nederlandse grondwet
In de Nederlandse Grondwet vinden we een aantal klassieke grondrechten, hieronder zijn afweerrechten, gelijkheidsrechten en participatierechten:

##### Afweerrechten in de Nederlandse grondwet
In de Nederlandse grondwet vinden we een aantal vrijheids- of afweerrechten. Ze vormen waarborgnormen tegen staatsinmenging.
Zo stelt artikel 6 over de vrijheid van godsdienst:
Ieder heeft het recht zijn godsdienst of levensovertuiging, individueel of in gemeenschap met anderen, vrij te belijden, behoudens ieders verantwoordelijkheid volgens de wet.
Dit houdt in dat de overheid godsdienst niet mag verbieden of alle inwoners mag dwingen één godsdienst te volgen. Ook een verbod op een van de godsdiensten is niet mogelijk.

##### Participatierechten in de Nederlandse grondwet
Artikel 4 regelt het algemeen kiesrecht. Dit is een participatierecht. Artikel 3 stelt dat alle Nederlanders op gelijke voet in openbare dienst benoembaar zijn. Ook hierin kan een participatierecht worden gelezen, hoewel het ook de elementen van een gelijkheidsrecht heeft.

##### Gelijkheidsrechten in de Nederlandse grondwet (Artikel 1)
Artikel 1 betreft een voor Nederland fundamenteel beginsel en luidt:
Allen die zich in Nederland bevinden, worden in gelijke gevallen gelijk behandeld. Discriminatie wegens godsdienst, levensovertuiging, politieke gezindheid, ras, geslacht, handicap, seksuele gerichtheid of op welke grond dan ook, is niet toegestaan.
De eerste zin geeft het gelijkheidsbeginsel of beginsel van gelijke behandeling, de tweede zin het verbod van discriminatie.
Het beginsel van gelijke behandeling houdt in dat de overheid twee gevallen die niet van elkaar verschillen ook niet verschillend mag behandelen. Is aan de ene burger een bepaald recht toegekend (bijvoorbeeld een vergunning verleend of belasting kwijtgescholden), dan mag dat recht niet worden onthouden aan een burger die in dezelfde positie verkeert. Het is echter niet juist om hier te spreken van discriminatie. Het gelijkheidsbeginsel houdt ook in dat ongelijke gevallen ongelijk moeten worden behandeld naar de mate van ongelijkheid.
Het verbod van discriminatie verbiedt de overheid om onderscheid tussen burgers te maken op gronden die tot de kern van iemands persoonlijkheid kunnen behoren. Het gaat om eigenschappen waarvan een mens geen afstand kan doen zoals ras, of waarvan deze alleen afstand kan doen door zichzelf geweld aan te doen, zoals godsdienst. Het verbod van discriminatie is ruim geformuleerd. Het artikel somt een aantal gronden op waarop geen onderscheid mag worden gemaakt: godsdienst, levensovertuiging, politieke gezindheid, ras en geslacht en eindigt met een open formule: op welke grond dan ook. Een klacht wegens discriminatie op basis van een van de genoemde gronden zal eenvoudiger zijn dan een klacht op basis van de open formule. Bij de open formule moet het gaan om gronden waarvan algemeen is aanvaard dat ook zij onder het discriminatieverbod kunnen worden gerekend; naar huidige opvattingen onder meer leeftijd of handicap. Is bij een onderscheid op basis van geslacht of ras het vermoeden van discriminatie soms snel aan te tonen, het stellen van eisen van fysieke bekwaamheid zal niet direct herkenbaar zijn als verboden onderscheid op basis van een handicap. Het discriminatieverbod is nader uitgewerkt in de Algemene wet gelijke behandeling (AWGB) uit 1994. Voor een meer uitgebreide bespreking van gelijke behandeling en het discriminatieverbod wordt verwezen naar de betreffende artikelen.
Het beginsel van gelijke behandeling geldt alleen in de verhouding tussen overheid en burger (de zogenaamde verticale werking); het discriminatieverbod is zo fundamenteel dat het ook geldt tussen burgers onderling (horizontale werking). In de praktijk is dit beroep echter zelden doorslaggevend, daarom wordt vaker een beroep gedaan op formele wetten zoals art. 137c-137g Sr of op het Internationaal verdrag inzake burgerrechten en politieke rechten (IVBPR) waardoor de jurisprudentie rond art. 1 GW miniem is. Klachten over discriminatie richting (rijks)overheid sneuvelen ook vaak op het toetsingsverbod (artikel 120 GW).
Artikel 1 geeft aan dat iedereen die zich in Nederland bevindt in gelijke gevallen gelijk moet worden behandeld. Naar de letter van de wet maakt het dus niet uit of iemand Nederlander is of niet, illegaal of legaal. Artikel 2 van de Grondwet maakt echter duidelijk dat vreemdelingen niet altijd het recht hoeven te hebben om in Nederland te verblijven; Nederlanders hebben dat recht wel. Sommige grondrechten zijn alleen aan Nederlanders toegekend, zoals het kiesrecht en het recht om gekozen te worden (artikel 4)
Aan de Hofplaats (naast het Binnenhof) in Den Haag bevindt zich een kunstwerk waar artikel 1 van de Grondwet in verwerkt is.
Artikel 3 is een verdere uitwerking van artikel 1: Alle Nederlanders zijn op gelijke voet in openbare dienst benoembaar. In de praktijk blijkt dit toch vaak niet op te gaan; zo zijn nagenoeg alle benoemde burgemeesters in Nederland lid van een politieke partij, terwijl de overgrote meerderheid van de bevolking geen lid van een politieke partij is.
Tot begin 2023 luidde artikel 1: Allen die zich in Nederland bevinden, worden in gelijke gevallen gelijk behandeld. Discriminatie wegens godsdienst, levensovertuiging, politieke gezindheid, ras, geslacht of op welke grond dan ook, is niet toegestaan. In december 2019 bleek bij de behandeling van een reeds in 2010 ingediend wetsvoorstel dat een ruime meerderheid in de Tweede Kamer wilde dat de discriminatiebepaling in de Grondwet zou worden uitgebreid: ook discriminatie vanwege handicap of seksuele gerichtheid moesten daaronder vallen. Op 17 januari 2023 stemde de Eerste Kamer in met het wetsvoorstel. De Grondwetswijziging ging direct in.

#### Sociale grondrechten in de Nederlandse grondwet
In de Grondwet staan ook sociale grondrechten. Bijvoorbeeld Artikel 19 lid 1 van de grondwet het recht op werkgelegenheid: 1. Bevordering van voldoende werkgelegenheid is voorwerp van zorg der overheid. Ook het recht op onderwijs en het recht op sociale zekerheid of bestaanszekerheid valt hieronder. Klassieke en sociale grondrechten verschillen van elkaar. Bij klassieke grondrechten gaat het om terreinen waar de overheid zich niet mee mag bemoeien, terwijl sociale grondrechten juist om bemoeienis vragen. De overheid moet de sociale grondrechten gestalte geven, door deze met haar beleid te bevorderen. In feite gaat het hier om intenties ofwel politieke idealen. Sociale grondrechten zijn, zo lang daar geen wettelijke regeling voor is getroffen, niet afdwingbaar; klassieke grondrechten zijn dat wel.

#### Reikwijdte van grondrechten
Zoals met alle juridische normen moeten ook, de in eerste instantie duidelijk lijkende grondrechten, geïnterpreteerd worden. In een aantal gevallen heeft de rechter geoordeeld dat het beroep op een grondrecht ten onrechte was. Het dan voorliggende geval viel, volgens de Nederlandse rechter niet onder de zogenaamde 'reikwijdte' van het grondrecht. Zo werd het beroep van de antroposofisch arts die op basis van zijn levensovertuiging geen opgave wenste te doen van zijn bruto-inkomen niet gehonoreerd. Eerder al werd het verzoek van een dominee om niet verzekerd te hoeven zijn voor de AOW op grond van godsdienstvrijheid afgewezen. Het komt er dus op neer dat meer indirecte, min of meer geconstrueerde beroepen op grondrechten leiden tot het rechterlijk oordeel dat dat beroep niet onder de reikwijdte valt. De vraag die eigenlijk voorligt is of de norm, het grondrecht, wel bedoeld is om het getroffen belang te beschermen.

#### Wettelijke inperking van grondrechten
De basis van de beperking is gelegen in het liberale gedachtegoed dat de vrijheid van de een wordt beperkt door de vrijheid van de ander. Om dat concreet te maken is bij de meeste in de Nederlandse Grondwet opgenomen grondrechten de mogelijkheid opgenomen om het grondrecht te beperken bij formele wet. In Artikel 8 (recht van vereniging) van de Nederlandse Grondwet staat bijvoorbeeld:
[..]. Bij de wet kan dit recht worden beperkt in het belang van de openbare orde.
Ook staan er, zoals in artikel 6 (vrijheid van godsdienst en levensovertuiging), meer algemeen geformuleerde verwijzingen naar wettelijke beperkingen, bijvoorbeeld: behoudens ieders verantwoordelijkheid volgens de wet. Daardoor kan de vrijheid van godsdienst, bijvoorbeeld, bij het Wetboek van Strafrecht ingeperkt worden, zodat de strafrechter in het concrete geval mag toetsen of iemand strafbaar is, ondanks het feit dat hij zich op dit grondrecht beroept.
De meeste grondrechten mogen worden beperkt in het belang van de openbare orde. De vrijheid van vereniging in artikel 8 mag worden ingeperkt als het gaat om criminele organisaties. En het brief- en telefoongeheim (artikel 13) mag worden beperkt als iemand verdacht wordt van een strafbaar feit.

#### Horizontale en verticale werking van grondrechten
De grondwet wil burgers tegen de overheid beschermen, in principe gelden grondrechten daarom tussen burger en overheid, verticale werking (van hoog naar laag), ook als de overheid privaatrechtelijk optreedt, dit vloeit onder andere voort uit het arrest Rasti Rostelli van de Hoge Raad. Ook burgers onderling kunnen zich in veel situaties op grondrechten beroepen. Niet elk recht is daar even goed voor geschikt. Een burger zal een ander niet in het kiesrecht kunnen belemmeren (artikel 4). Dat ligt anders bij bijvoorbeeld discriminatie (artikel 1) of de vrijheid van meningsuiting (artikel 7), daar wordt ook tussen burgers onderling regelmatig een beroep op gedaan. De rechter maakt dan een concrete belangenafweging welke voor de ander gaat.

#### Botsende grondrechten
Botsende grondrechten zijn grondrechten die elkaar als het ware overlappen en de rechter moet dan kiezen welke voorgaat wel bijpassend bij de bepaalde situatie. Een veel voorkomend voorbeeld is de botsing tussen het verbod van discriminatie (artikel 1) met de vrijheid van meningsuiting (artikel 7). De rechter zal dan moeten beoordelen of er sprake is van discriminatie en zo ja, of deze uiting onder de vrijheid van meningsuiting valt of niet.
Vanwege de mogelijkheid van botsing van grondrechten zijn deze rechten in het Europees Verdrag voor de Rechten van de Mens vaak enigszins beperkt. Veel bepalingen hebben een tweede lid dat aangeeft wanneer een grondrecht toch niet van toepassing is. In het algemeen moeten beperkingen aan drie eisen voldoen:
1. Ze moeten zijn voorzien bij wet (in Nederland opgevat als: bij formele wet, dat wil zeggen een wet van de Staten-Generaal).
2. Ze moeten absoluut noodzakelijk zijn in een democratische samenleving.
3. Ze moeten een doel dienen uit een limitatieve lijst van geoorloofde doelen.

Vanzelfsprekend staat ook daarmee nog steeds niet precies vast waar de grens ligt, en hebben de rechters dus een zekere speelruimte in hun oordeel. Die speelruimte wordt echter verder beperkt doordat zij ook de jurisprudentie in ogenschouw moeten nemen: zij mogen niet (althans niet zonder overtuigende reden) afwijken van beslissingen die eerder in soortgelijke gevallen zijn genomen. Advocaten zullen uiteraard betogen dat bepaalde voorgaande gevallen wel of juist niet gelijken op het geval van hun cliënt, al naargelang het belang van hun cliënt.
Een beroep op een grondrecht kan behalve met een ander grondrecht, ook conflicteren met (andere) belangrijke grondbeginselen en politieke doelstellingen in de Nederlandse samenleving. Een voorbeeld daarvan is de strijd om Artikel 23 van de Nederlandse Grondwet, dat de financiële gelijkstelling van openbaar en bijzonder onderwijs regelt en bijzondere scholen enkele privileges geeft, zoals het recht om bepaalde leerlingen te weigeren op basis van de religieuze overtuiging van hun ouders. Volgens critici is dit niet te rijmen met de scheiding van kerk en staat en/of de ontzuilde samenleving waarin integratie van verschillende bevolkingsgroepen wordt nagestreefd. Voorstanders van het behoud van Artikel 23 van de Grondwet menen echter dat aanpassing of afschaffing van dat artikel de vrijheid van onderwijs zou bedreigen.

## Migratie
De Zuid-Amerikaanse staat Ecuador werd in 2008 het eerste land ter wereld dat migratie als een grondrecht erkende en het opnam in de grondwet. Het Ministerie van Buitenlandse Zaken voert de naam Ministerio de Relaciones Exteriores y Movilidad Humana (MREMH - Sp. Ministerie voor Buitenlandse Betrekkingen en Menselijke Mobiliteit). Volgens Artikel 40 van deze grondwet wordt het recht op migratie van personen erkend en zal geen mens worden geïdentificeerd of als illegaal worden beschouwd vanwege diens migratiestatus.